# Xã Harmony, Quận Clark, Ohio
Xã Harmony (tiếng Anh: Harmony Township) là một xã thuộc quận Clark, tiểu bang Ohio, Hoa Kỳ. Năm 2010, dân số của xã này là 3.577 người.